# 1825 Klare
1825 Klare eller 1954 QH är en asteroid i huvudbältet, som upptäcktes 31 augusti 1954 av den tyske astronomen Karl Wilhelm Reinmuth i Heidelberg. Den har fått sitt namn efter den tyske astronomen Gerhard Klare.